# 李景韩
李景韩（1903年—1974年），河北安次人，中华人民共和国政治人物。
担任中国邮电工会副主席、主席。1954年，当选第一届全国人民代表大会代表。